# Złoty Glob
Złoty Glob (ang. Golden Globe) – amerykańska nagroda, przyznawana od 1944 roku za osiągnięcia w dziedzinie filmu i telewizji. Jest wręczana w 15 kategoriach za filmy kinowe i 12 za programy telewizyjne, a także w dwóch pozakonkursowych kategoriach honorowych. Nominowanych, a następnie laureatów wyznaczają zagraniczni dziennikarze związani z amerykańskim przemysłem rozrywkowym. Za organizację nagród odpowiedzialna jest fundacja Golden Globe Foundation, prowadzona przez przedsiębiorstwo Dick Clark Productions (do 2023 Hollywoodzkie Stowarzyszenie Prasy Zagranicznej). Nagrody są przyznawane podczas dorocznej ceremonii, zwyczajowo organizowanej w styczniu w The Beverly Hilton w Beverly Hills i emitowanej w telewizji.

## Historia
Hollywoodzkie Stowarzyszenie Prasy Zagranicznej (Hollywood Foreign Correspondent Association, w skrócie HFCA) zostało założone w 1943 w Los Angeles przez grupę dziennikarzy, którzy chcieli sformalizować swoje stosunki z amerykańskimi wytwórniami filmowymi i ułatwić publikowanie informacji o przemyśle filmowym w zagranicznej prasie. Jedną z decyzji stowarzyszenia było utworzenie nagród filmowych. Pierwsza ceremonia ich wręczenia odbyła się w 11 stycznia 1944 w formie kolacji na terenie kompleksu 20th Century Fox Studios. Podczas dwóch pierwszych edycji laureaci otrzymywali zwoje. Od trzeciej edycji przyznawana jest statuetka w kształcie globusa na walcowej podstawie.

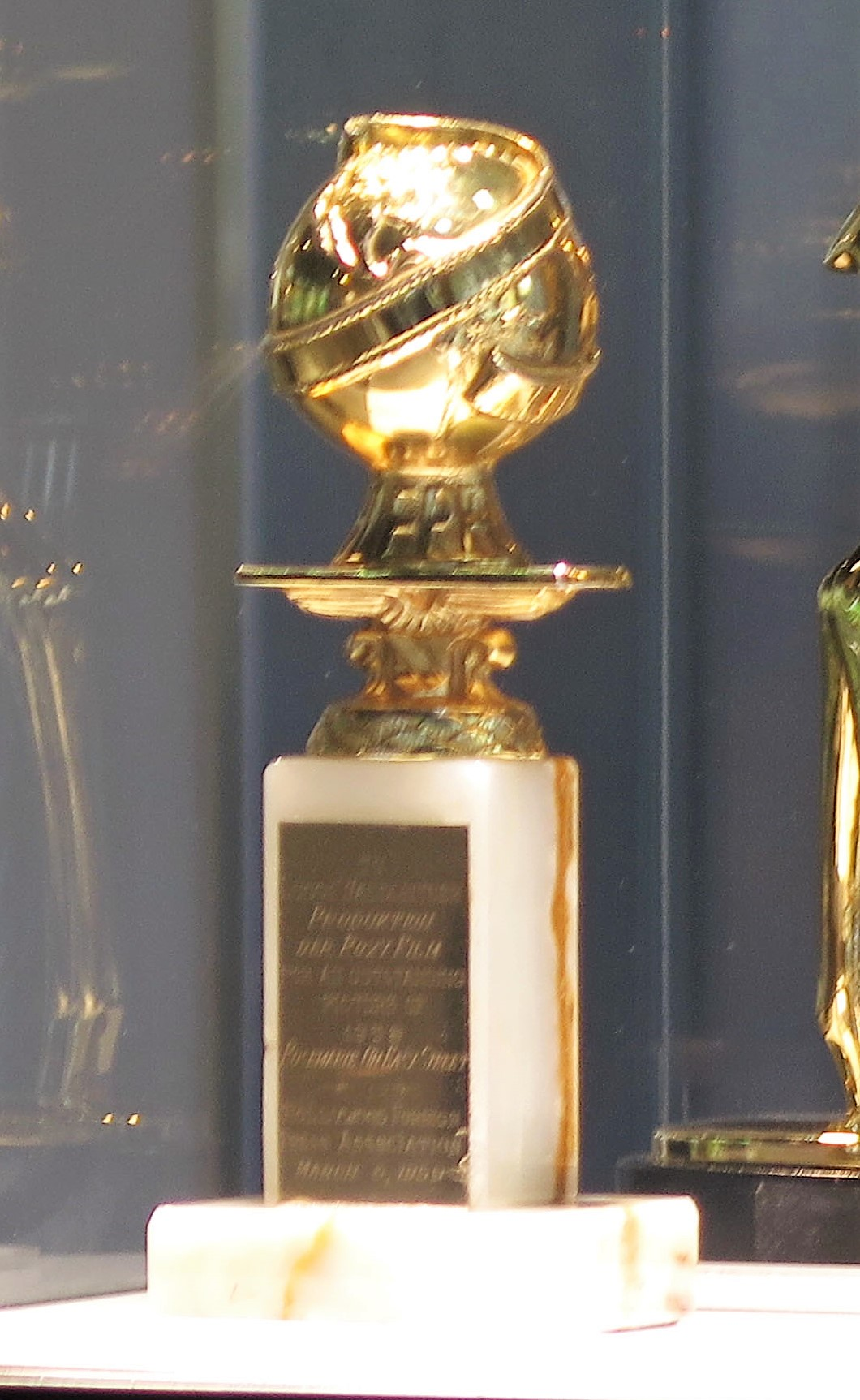
Statuetka Złotego Globu

W 1950 część członków HFCA opuściło stowarzyszenie i założyło własne, Foreign Press Association of Hollywood (FPAH). W latach 1951–1953 przyznawało własne nagrody, Henrietta, w ramach World Film Favorite Festivalu. W 1951 HFCA wprowadziło w swoich kategoriach podział na dwie grupy: za filmy dramatyczne oraz za komedie lub musicale. W 1952 wręczyło po raz pierwszy honorowe wyróżnienie za całokształt twórczości, Nagrodę im. Cecila B. DeMille’a, nazwane na cześć filmowca Cecila B. DeMille’a. W 1954 i 1955 HFCA i FPAH zorganizowały wspólne ceremonie. 19 października 1955 połączyły się w stowarzyszenie Hollywood Foreign Press Association (HFPA). Nagroda Henrietta zmieniła nazwę na World Film Favorite (światowy ulubieniec filmowy) i była przyznawana na Złotych Globach do 1980. W 1956 podczas Złotych Globów zaczęły być honorowane programy telewizyjne.
W 1958 NBC rozpoczęło transmisję telewizyjną ceremonii wręczenia Złotych Globów, początkowo tylko na terenie Los Angeles, a od w 1964 w całych Stanach Zjednoczonych. W 1968 Federalna Komisja Łączności oskarżyła organizatorów nagród o wprowadzanie widzów w błąd co do zasad wyłaniania laureatów. W wyniku skandalu medialnego NBC zrezygnowało z dalszych transmisji. Od 28. ceremonii w 1971 stałym miejscem ich organizowania została sala balowa hotelu The Beverly Hilton w Beverly Hills. W 1973 gala powróciła do telewizji – była emitowana przez Metromedia.
Od lat 80. gale Złotych Globów były produkowane przez wytwórnię Dick Clark Productions. W latach 1989–1995 emitowała je stacja TBS. W 1993 Dick Clark Productions podpisało umowę z HFPA, na mocy której mogło nadal produkować ceremonie Złotych Globów pod warunkiem transmisji w NBC. W 1996 gale powróciły do NBC. 65. ceremonia w 2008 została odwołana ze względu na strajk scenarzystów w Stanach Zjednoczonych. W 2010 Dick Clark Productions przedłużył umowę z NBC do 2018. HFPA pozwało wytwórnię za dokonanie transakcji bez ich wiedzy, domagając się przy tym większego udziału w zyskach z transmisji telewizyjnych. W 2014 strony osiągnęły porozumienie. W 2018 umowa z NBC została przedłużona na kolejne 8 lat. W tym samym roku HFPA utworzyło drugie honorowe wyróżnienie, Nagrodę im. Carol Burnett, nazwane na część Carol Burnett i przyznawane za całokształt działalności telewizyjnej.
W lutym 2021 media doniosły, że od co najmniej 20 lat w skład HFPA nie wchodzi żadna osoba czarnoskóra. W wyniku skandalu medialnego w maju 2021 stowarzyszenie zapowiedziało reformy, obejmujące między innymi zwiększenie liczby członków o co najmniej połowę, w tym o osoby czarnoskóre. W odpowiedzi rozpoczął się bojkot Złotych Globów przez przedsiębiorstwa i osoby z przemysłu rozrywkowego do czasu przeprowadzenia reform, zaś stacja NBC ogłosiła, że nie wyemituje ceremonii w 2022. Do października 2021 HFPA przeprowadziło reformy organizacyjne i poszerzyło się o 21 nowych, zróżnicowanych rasowo członków. 79. ceremonia w 2022 odbyła się w kameralnej formie bez udziału nominowanych i transmisji telewizyjnej.
W lipcu 2022 została ogłoszona restrukturyzacja, w wyniku której kontrolę nad Złotymi Globami przejęło prywatne przedsiębiorstwo Eldridge Industries (będące także właścicielem Dick Clack Productions), zaś HFPA przekształciło się w organizację non-profit. We wrześniu 2022 NBC podpisało umowę w sprawie transmisji 80. ceremonii w 2023. W czerwcu 2023 prawa do Złotych Globów jako własności intelektualnej przejęło Dick Clack Productions, zaś HFPA zostało wygaszone, a jego działalność charytatywną przejęła nowo powołana fundacja Golden Globe Foundation. W listopadzie 2023 została podpisana umowa ze stacją CBS w sprawie transmisji 81. ceremonii w 2024. W marcu 2024 została ona przedłużona na kolejne 5 lat.

## Kategorie

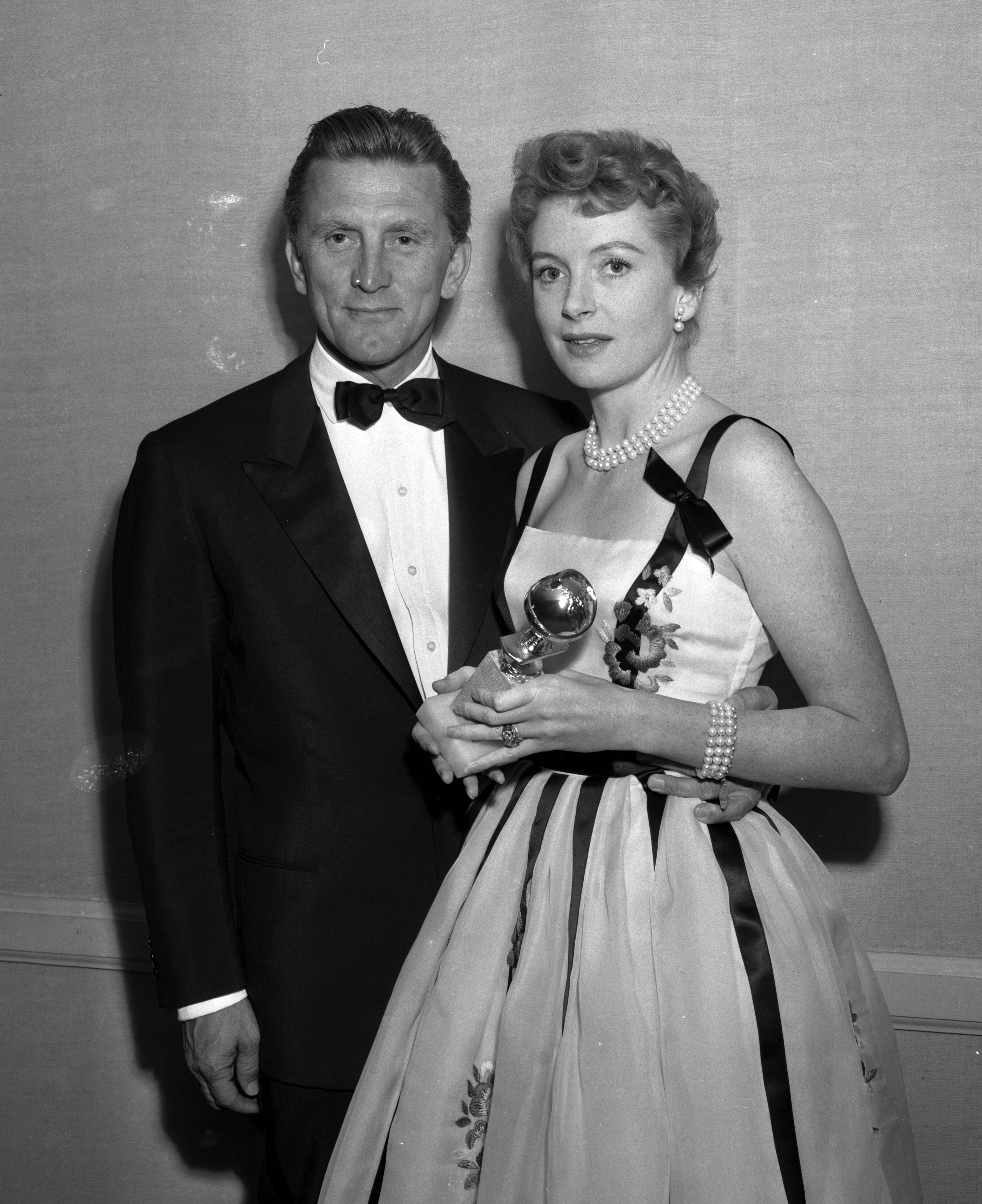
Kirk Douglas i Deborah Kerr ze Złotymi Globami podczas 14. ceremonii (1957)

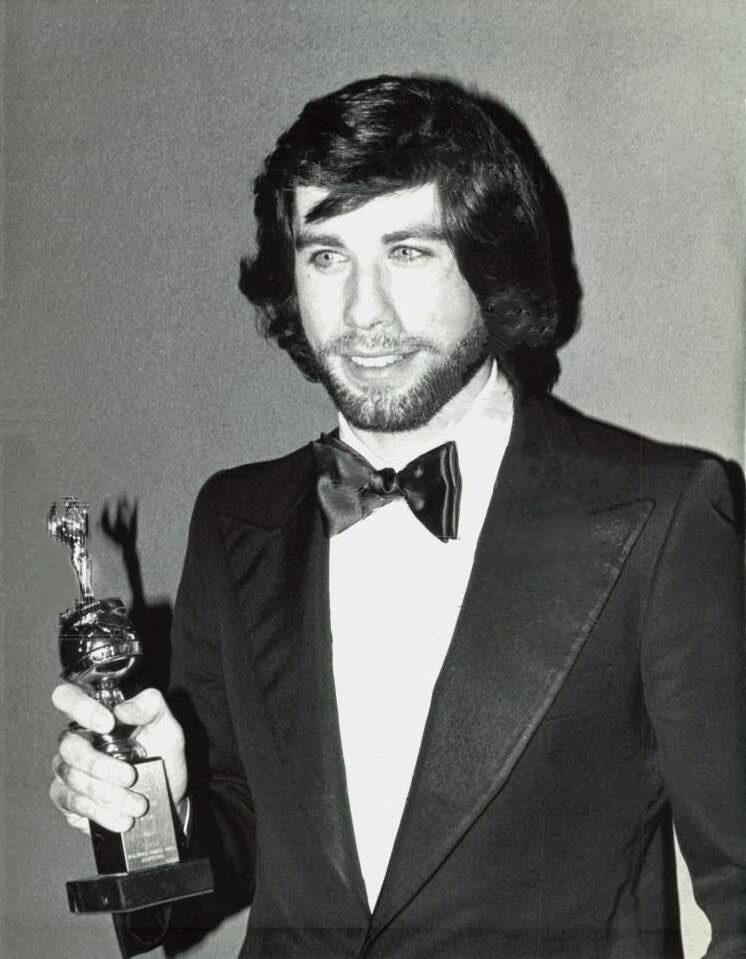
John Travolta ze Złotym Globem podczas 36. ceremonii (1979)

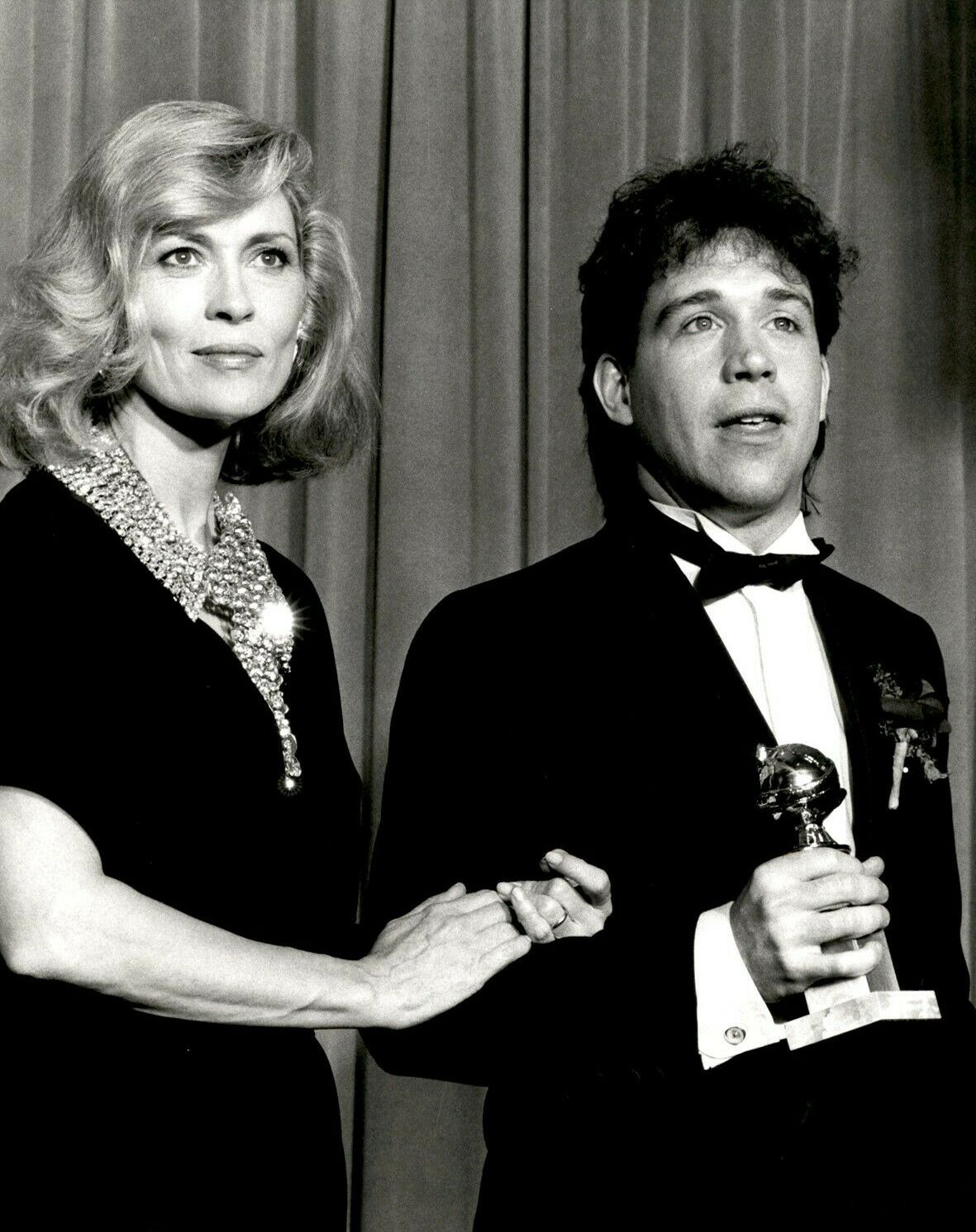
Faye Dunaway i Tom Hulce ze Złotym Globem podczas 42. ceremonii (1985)

### Kinowe
| Nazwa                                                          | Lata            | Opis                                                                                         |
| Aktualne                                                       | Aktualne        | Aktualne                                                                                     |
| -------------------------------------------------------------- | --------------- | -------------------------------------------------------------------------------------------- |
| Najlepszy film dramatyczny                                     | 1944–obecnie    | Nagroda za najlepszy dramat filmowy.                                                         |
| Najlepszy film komediowy lub musical                           | 1952–obecnie    | Nagroda za najlepszy film komediowy lub muzyczny.                                            |
| Najlepszy reżyser                                              | 1944–obecnie    | Nagroda za reżyserię.                                                                        |
| Najlepszy aktor w filmie dramatycznym                          | 1944–obecnie    | Nagroda dla aktora (płci męskiej) za rolę pierwszoplanową w dramacie filmowym.               |
| Najlepsza aktorka w filmie dramatycznym                        | 1944–obecnie    | Nagroda dla aktorki za rolę pierwszoplanową w dramacie filmowym.                             |
| Najlepszy aktor w filmie komediowym lub musicalu               | 1951–obecnie    | Nagroda dla aktora (płci męskiej) za rolę pierwszoplanową w filmie komediowym lub muzycznym. |
| Najlepsza aktorka w filmie komediowym lub musicalu             | 1951–obecnie    | Nagroda dla aktorki za rolę pierwszoplanową w filmie komediowym lub muzycznym.               |
| Najlepszy aktor drugoplanowy w filmie                          | 1944–obecnie    | Nagroda dla aktora (płci męskiej) za rolę drugoplanową.                                      |
| Najlepsza aktorka drugoplanowa w filmie                        | 1944–obecnie    | Nagroda dla aktorki za rolę drugoplanową.                                                    |
| Najlepszy scenariusz                                           | 1948–obecnie    | Nagroda dla scenarzystów.                                                                    |
| Najlepsza muzyka                                               | 1948–obecnie    | Nagroda dla kompozytorów oryginalnej muzyki filmowej.                                        |
| Najlepsza piosenka oryginalna                                  | 1965–obecnie    | Nagroda dla kompozytorów i autorów tekstów utworów muzycznych napisanych na potrzeby filmów. |
| Najlepszy film nieanglojęzyczny                                | 1966–obecnie    | Nagroda za najlepszy film w języku innym niż angielski.                                      |
| Najlepszy pełnometrażowy film aminowany                        | 2007–obecnie    | Nagroda za najlepszy pełnometrażowy film animowany.                                          |
| Osiągnięcie kinowe i finansowe                                 | 2024–obecnie    | Nagroda za film o wysokim wyniku w box office.                                               |
| Dawne                                                          |                 |                                                                                              |
| Najlepszy film dokumentalny                                    | 1954, 1973–1977 | Nagroda za film dokumentalny.                                                                |
| Najlepszy film zagraniczny (anglojęzyczny)                     | 1956–1973       | Nagroda za film w języku angielskim, wyprodukowany poza Stanami Zjednoczonymi.               |
| Najlepszy debiutant roku                                       | 1948–1983       | Nagroda dla aktora (płci męskiej) za debiutancką rolę.                                       |
| Najlepsza debiutantka roku                                     | 1948–1983       | Nagroda dla aktorki za debiutancką rolę.                                                     |
| Henrietta Award dla światowego ulubieńca filmowego (mężczyzny) | 1951–1980       | Nagroda dla gwiazdy filmowej (płci męskiej).                                                 |
| Henrietta Award dla światowego ulubieńca filmowego (kobiety)   | 1951–1980       | Nagroda dla gwiazdy filmowej (płci żeńskiej).                                                |
| Promocja międzynarodowego zrozumienia                          | 1946–1955       | Nagroda za promocję sztuki filmowej.                                                         |
| Najlepsze zdjęcia                                              | 1949–1964       | Nagroda dla operatorów filmowych.                                                            |

### Telewizyjne
| Nazwa                                                                                                | Lata         | Opis |
| --- | ------------ | --- |
| Najlepszy serial dramatyczny                                                                         | 1962–obecnie | Nagroda za najlepszy dramatyczny serial telewizyjny.                                                                    |
| Najlepszy serial komediowy lub musical                                                               | 1963–obecnie | Nagroda za najlepszy komediowy lub muzyczny serial telewizyjny.                                                         |
| Najlepszy miniserial, serial antologiczny lub film telewizyjny                                       | 1972–obecnie | Nagroda za najlepszy miniserial, serial antologiczny lub film telewizyjny.                                              |
| Najlepszy aktor w serialu dramatycznym                                                               | 1962–obecnie | Nagroda dla aktora (płci męskiej) za rolę pierwszoplanową w serialu dramatycznym.                                       |
| Najlepsza aktorka w serialu dramatycznym                                                             | 1962–obecnie | Nagroda dla aktorki za rolę pierwszoplanową w serialu dramatycznym.                                                     |
| Najlepszy aktor w serialu komediowym lub musicalu                                                    | 1970–obecnie | Nagroda dla aktora (płci męskiej) za rolę pierwszoplanową w serialu komediowym lub muzycznym.                           |
| Najlepsza aktorka w serialu komediowym lub musicalu                                                  | 1970–obecnie | Nagroda dla aktorki za rolę pierwszoplanową w serialu komediowym lub muzycznym.                                         |
| Najlepszy aktor w miniserialu, serialu antologicznym lub filmie telewizyjnym                         | 1982–obecnie | Nagroda dla aktora (płci męskiej) za rolę pierwszoplanową w miniserialu, serialu antologicznym lub filmie telewizyjnym. |
| Najlepsza aktorka w miniserialu, serialu antologicznym lub filmie telewizyjnym                       | 1982–obecnie | Nagroda dla aktorki za rolę pierwszoplanową w miniserialu, serialu antologicznym lub filmie telewizyjnym.               |
| Najlepszy aktor drugoplanowy w serialu, miniserialu, serialu antologicznym lub filmie telewizyjnym   | 1971–obecnie | Nagroda dla aktora (płci męskiej) za rolę drugoplanową w programie telewizyjnym.                                        |
| Najlepsza aktorka drugoplanowa w serialu, miniserialu, serialu antologicznym lub filmie telewizyjnym | 1971–obecnie | Nagroda dla aktorki za rolę drugoplanową w programie telewizyjnym.                                                      |
| Najlepszy występ w telewizyjnym stand-upie komediowym                                                | 2024–obecnie | Nagroda za występ w telewizyjnym komediowym występie stand-upowym.                                                      |

### Nagrody specjalne
- Nagroda im. Cecila B. DeMille’a (od 1952)
- Nagroda im. Carol Burnett(inne języki) (od 2019)

## Lista ceremonii
| Nr  | Data             | Miejsce                                    | Prowadzący                                       | Stacja telewizyjna |
| --- | ---------------- | ------------------------------------------ | ------------------------------------------------ | ------------------ |
| 1.  | 20 stycznia 1944 | 20th Century Fox, Los Angeles              | —                                                | —                  |
| 2.  | 16 kwietnia 1945 | The Beverly Hills Hotel, Beverly Hills     | —                                                | —                  |
| 3.  | 30 marca 1946    | Hollywood Knickerbocker Hotel, Los Angeles | —                                                | —                  |
| 4.  | 26 lutego 1947   | Hollywood Roosevelt Hotel, Los Angeles     | —                                                | —                  |
| 5.  | 10 marca 1948    | Hollywood Roosevelt Hotel, Los Angeles     | —                                                | —                  |
| 6.  | 16 marca 1949    | —                                          | —                                                | —                  |
| 7.  | 23 lutego 1950   | —                                          | —                                                | —                  |
| 8.  | 28 lutego 1951   | Ciro’s, West Hollywood                     | —                                                | —                  |
| 9.  | 21 lutego 1952   | Ciro’s, West Hollywood                     | —                                                | —                  |
| 10. | 26 lutego 1953   | Ambassador Hotel, Los Angeles              | —                                                | —                  |
| 11. | 22 lutego 1954   | Club Del Mar, Santa Monica                 | —                                                | —                  |
| 12. | 24 lutego 1955   | Cocoanut Grove, Los Angeles                | —                                                | —                  |
| 13. | 23 lutego 1956   | Cocoanut Grove, Los Angeles                | —                                                | —                  |
| 14. | 28 lutego 1957   | Cocoanut Grove, Los Angeles                | —                                                | —                  |
| 15. | 22 lutego 1958   | Cocoanut Grove, Los Angeles                | —                                                | KKTV               |
| 16. | 5 marca 1959     | Cocoanut Grove, Los Angeles                | —                                                | KKTV               |
| 17. | 10 marca 1960    | Cocoanut Grove, Los Angeles                | —                                                | KKTV               |
| 18. | 16 marca 1961    | Cocoanut Grove, Los Angeles                | —                                                | KKTV               |
| 19. | 5 marca 1962     | Cocoanut Grove, Los Angeles                | —                                                | KKTV               |
| 20. | 5 marca 1963     | Cocoanut Grove, Los Angeles                | —                                                | KKTV               |
| 21. | 11 marca 1964    | Cocoanut Grove, Los Angeles                | —                                                | KKTV               |
| 22. | 8 lutego 1965    | Cocoanut Grove, Los Angeles                | —                                                | NBC                |
| 23. | 28 lutego 1966   | Cocoanut Grove, Los Angeles                | —                                                | NBC                |
| 24. | 15 lutego 1967   | Cocoanut Grove, Los Angeles                | —                                                | NBC                |
| 25. | 12 lutego 1968   | Cocoanut Grove, Los Angeles                | —                                                | NBC                |
| 26. | 24 lutego 1969   | Cocoanut Grove, Los Angeles                | —                                                | —                  |
| 27. | 2 lutego 1970    | Cocoanut Grove, Los Angeles                | —                                                | —                  |
| 28. | 5 lutego 1971    | The Beverly Hilton, Beverly Hills          | —                                                | —                  |
| 29. | 6 lutego 1972    | The Beverly Hilton, Beverly Hills          | —                                                | —                  |
| 30. | 28 stycznia 1973 | The Beverly Hilton, Beverly Hills          | —                                                | Metromedia         |
| 31. | 26 stycznia 1974 | The Beverly Hilton, Beverly Hills          | —                                                | Metromedia         |
| 32. | 25 stycznia 1975 | The Beverly Hilton, Beverly Hills          | —                                                | Metromedia         |
| 33. | 24 stycznia 1976 | The Beverly Hilton, Beverly Hills          | —                                                | Metromedia         |
| 34. | 29 stycznia 1977 | The Beverly Hilton, Beverly Hills          | —                                                | Metromedia         |
| 35. | 28 stycznia 1978 | The Beverly Hilton, Beverly Hills          | —                                                | NBC                |
| 36. | 27 stycznia 1979 | The Beverly Hilton, Beverly Hills          | —                                                | —                  |
| 37. | 26 stycznia 1980 | The Beverly Hilton, Beverly Hills          | —                                                | KCAL-TV            |
| 38. | 31 stycznia 1981 | The Beverly Hilton, Beverly Hills          | —                                                | CBS                |
| 39. | 30 stycznia 1982 | The Beverly Hilton, Beverly Hills          | Robert Preston i Linda Gray                      | CBS                |
| 40. | 29 stycznia 1983 | The Beverly Hilton, Beverly Hills          | —                                                | stacje lokalne     |
| 41. | 28 stycznia 1984 | The Beverly Hilton, Beverly Hills          | John Forsythe i Julie Walters                    | stacje lokalne     |
| 42. | 27 stycznia 1985 | The Beverly Hilton, Beverly Hills          | Michael York i Raquel Welch                      | stacje lokalne     |
| 43. | 24 stycznia 1986 | The Beverly Hilton, Beverly Hills          | Charlton Heston i Donna Mills                    | stacje lokalne     |
| 44. | 31 stycznia 1987 | The Beverly Hilton, Beverly Hills          | Cheryl Ladd i William Shatner                    | stacje lokalne     |
| 45. | 23 stycznia 1988 | The Beverly Hilton, Beverly Hills          | Patrick Duffy i Dyan Cannon                      | stacje lokalne     |
| 46. | 28 stycznia 1989 | The Beverly Hilton, Beverly Hills          | George Hamilton i Joan Collins                   | TBS                |
| 47. | 20 stycznia 1990 | The Beverly Hilton, Beverly Hills          | Sam Elliott i Cybill Shepherd                    | TBS                |
| 48. | 19 stycznia 1991 | The Beverly Hilton, Beverly Hills          | Dana Delany i Steve Guttenberg                   | TBS                |
| 49. | 18 stycznia 1992 | The Beverly Hilton, Beverly Hills          | Jacqueline Bisset i Pierce Brosnan               | TBS                |
| 50. | 24 stycznia 1993 | The Beverly Hilton, Beverly Hills          | Louis Gossett Jr., Leslie Nielsen i Jane Seymour | TBS                |
| 51. | 22 stycznia 1994 | The Beverly Hilton, Beverly Hills          | Faye Dunaway i Tim Curry                         | TBS                |
| 52. | 21 stycznia 1995 | The Beverly Hilton, Beverly Hills          | John Larroquette i Janine Turner                 | TBS                |
| 53. | 21 stycznia 1996 | The Beverly Hilton, Beverly Hills          | —                                                | NBC                |
| 54. | 19 stycznia 1997 | The Beverly Hilton, Beverly Hills          | —                                                | NBC                |
| 55. | 18 stycznia 1998 | The Beverly Hilton, Beverly Hills          | —                                                | NBC                |
| 56. | 24 stycznia 1999 | The Beverly Hilton, Beverly Hills          | —                                                | NBC                |
| 57. | 23 stycznia 2000 | The Beverly Hilton, Beverly Hills          | —                                                | NBC                |
| 58. | 21 stycznia 2001 | The Beverly Hilton, Beverly Hills          | —                                                | NBC                |
| 59. | 20 stycznia 2002 | The Beverly Hilton, Beverly Hills          | —                                                | NBC                |
| 60. | 19 stycznia 2003 | The Beverly Hilton, Beverly Hills          | —                                                | NBC                |
| 61. | 25 stycznia 2004 | The Beverly Hilton, Beverly Hills          | —                                                | NBC                |
| 62. | 16 stycznia 2005 | The Beverly Hilton, Beverly Hills          | —                                                | NBC                |
| 63. | 16 stycznia 2006 | The Beverly Hilton, Beverly Hills          | —                                                | NBC                |
| 64. | 15 stycznia 2007 | The Beverly Hilton, Beverly Hills          | —                                                | NBC                |
| 65. | 13 stycznia 2008 | The Beverly Hilton, Beverly Hills          | —                                                | —                  |
| 66. | 11 stycznia 2009 | The Beverly Hilton, Beverly Hills          | —                                                | NBC                |
| 67. | 17 stycznia 2010 | The Beverly Hilton, Beverly Hills          | Ricky Gervais                                    | NBC                |
| 68. | 16 stycznia 2011 | The Beverly Hilton, Beverly Hills          | Ricky Gervais                                    | NBC                |
| 69. | 15 stycznia 2012 | The Beverly Hilton, Beverly Hills          | Ricky Gervais                                    | NBC                |
| 70. | 13 stycznia 2013 | The Beverly Hilton, Beverly Hills          | Tina Fey i Amy Poehler                           | NBC                |
| 71. | 12 stycznia 2014 | The Beverly Hilton, Beverly Hills          | Tina Fey i Amy Poehler                           | NBC                |
| 72. | 11 stycznia 2015 | The Beverly Hilton, Beverly Hills          | Tina Fey i Amy Poehler                           | NBC                |
| 73. | 10 stycznia 2016 | The Beverly Hilton, Beverly Hills          | Ricky Gervais                                    | NBC                |
| 74. | 8 stycznia 2017  | The Beverly Hilton, Beverly Hills          | Jimmy Fallon                                     | NBC                |
| 75. | 7 stycznia 2018  | The Beverly Hilton, Beverly Hills          | Seth Meyers                                      | NBC                |
| 76. | 6 stycznia 2019  | The Beverly Hilton, Beverly Hills          | Andy Samberg i Sandra Oh                         | NBC                |
| 77. | 5 stycznia 2020  | The Beverly Hilton, Beverly Hills          | Ricky Gervais                                    | NBC                |
| 78. | 28 lutego 2021   | The Beverly Hilton, Beverly Hills          | Tina Fey i Amy Poehler                           | NBC                |
| 79. | 9 stycznia 2022  | The Beverly Hilton, Beverly Hills          | —                                                | —                  |
| 80. | 10 stycznia 2023 | The Beverly Hilton, Beverly Hills          | Jerrod Carmichael                                | NBC                |
| 81. | 7 stycznia 2024  | The Beverly Hilton, Beverly Hills          | Jo Koy                                           | CBS                |
| 82. | 5 stycznia 2025  | The Beverly Hilton, Beverly Hills          | Nikki Glaser                                     | CBS                |

## Statystyki

### Osoby

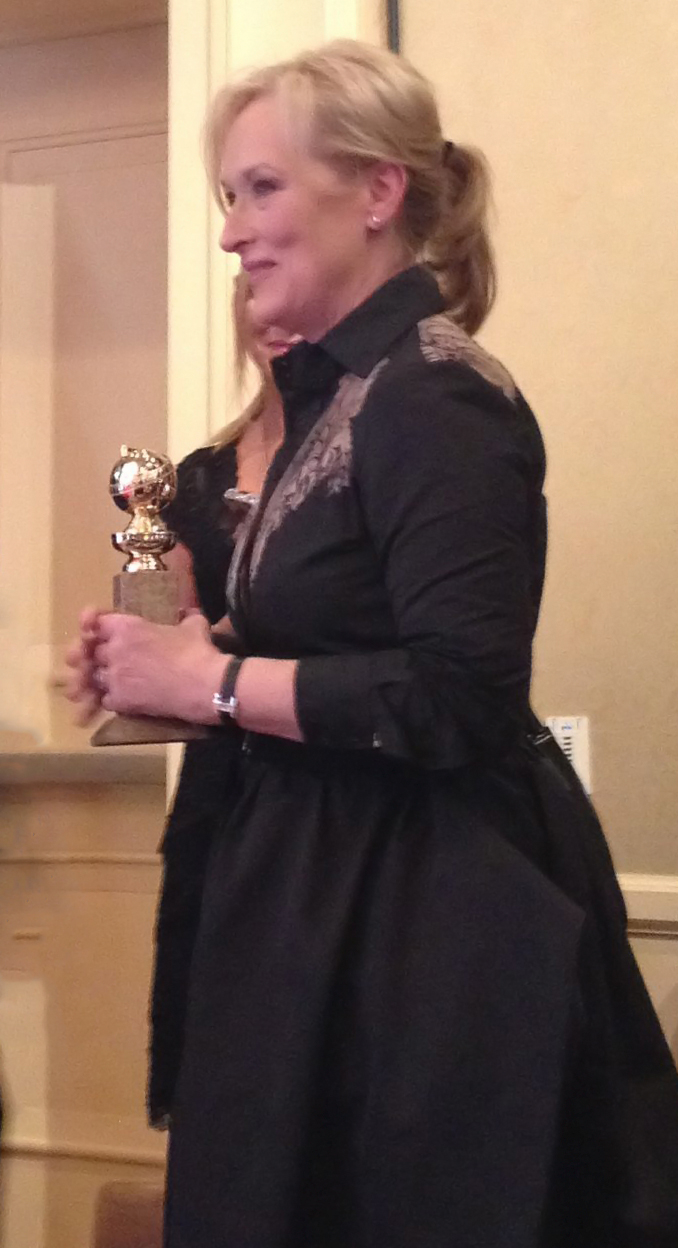
Meryl Streep, jedna z trzech najczęściej nagradzanych osób w historii Złotych Globów, a także najczęściej nominowana, z nagrodą podczas 69. ceremonii (2012)

Osoby z największą liczbą nagród (konkursowych i honorowych):
- 9: Tom Hanks, Meryl Streep, Barbra Streisand
- 8: Jane Fonda, Paul Newman
- 7: Julie Andrews, Shirley MacLaine, Jack Nicholson
- 6: Alan Alda, Nicole Kidman, Angela Lansbury, Oliver Stone

Osoby z największą liczbą nagród (tylko w kategoriach konkursowych):
- 8: Tom Hanks, Meryl Streep, Barbra Streisand
- 7: Julie Andrews, Jane Fonda, Paul Newman
- 6: Alan Alda, Nicole Kidman, Angela Lansbury, Shirley MacLaine, Jack Nicholson, Oliver Stone

Osoby z największą liczbą nominacji (tylko w kategoriach konkursowych):
- 33: Meryl Streep
- 26: John Williams
- 22: Jack Lemmon
- 20: Shirley MacLaine
- 19: Al Pacino

Osoby, które wygrały dwie nagrody aktorskie podczas tej samej edycji:
- Sigourney Weaver (1989)
  - najlepsza aktorka w filmie dramatycznym (Goryle we mgle)
  - najlepsza aktorka drugoplanowa w filmie (Pracująca dziewczyna)
- Joan Plowright (1993)
  - najlepsza aktorka drugoplanowa w filmie (Czarowny kwiecień)
  - najlepsza aktorka drugoplanowa w serialu, miniserialu lub filmie telewizyjnym (Stalin(inne języki))
- Helen Mirren (2007)
  - najlepsza aktorka w filmie dramatycznym (Królowa)
  - najlepsza aktorka w miniserialu lub filmie telewizyjnym (Elżbieta I(inne języki))
- Kate Winslet (2009)
  - najlepsza aktorka w filmie dramatycznym (Droga do szczęścia)
  - najlepsza aktorka drugoplanowa w filmie (Lektor)

### Filmy
| Filmy z największą liczbą nagród: - 7: - La La Land (2016) - 6: - Lot nad kukułczym gniazdem (1975) - Midnight Express (1978) - 5: - Gubernator (1949) - Lawrence z Arabii (1962) - Doktor Żywago (1965) - Absolwent (1967) - Love Story (1970) - Ojciec chrzestny (1972) - Narodziny gwiazdy (1976) - Zwyczajni ludzie (1980) - Gandhi (1982) - Oppenheimer (2023) | Filmy z największą liczbą nominacji: - 11: - Nashville (1975) - 10: - Emilia Pérez (2024) - 9: - Kabaret (1972) - Barbie (2023) |